# The Zeppo
The Zeppo es el decimotercer episodio de la tercera temporada de Buffy the Vampire Slayer. Fue nominado a un Premio Emmy por Maquilaje Destacado en una Serie. Sintiéndose apartado de la Scooby Gang, Xander Harris se hace amigo de un estudiante psicótico llamado Jack O'Toole. Mientras tanto, el resto de la banda intenta detener el apocalipsis.
Este episodio ha probado ser una influencia en otros escritores. En su Production Notes: Doodles in the Margins of Time en el 2007, el productor ejecutivo de Doctor Who, Russell T Davies, cita The Zeppo junto al episodio de Star Trek: The Next Generation Lower Decks como una influencia de su episodio de Doctor Who de 2006 Love & Monsters.
El episodio creó un formato de televisión que se conoció como «Doctor episodio light», una tradición anual de Doctor Who desde 2006.

## Argumento
Giles (Anthony Head), Faith (Eliza Dushku), Willow (Alyson Hannigan) y Buffy (Sarah Michelle Gellar) se enfrentan a un grupo de mujeres demonio. Todos están de acuerdo en que Xander (Nicholas Brendon) no debe seguir arriesgando mucho más su vida. A la mañana siguiente, Xander hace enfadar accidentalmente a Jack O'Toole (Channon Roe). Cordelia (Charisma Carpenter) disfruta señalándole a Xander que todos tienen algo especial y que él no es necesario en el círculo de la Cazadora. Giles le informa a Buffy de que las mujeres demonio pertenecen a un culto apocalíptico llamado la Hermandad de Jhe y que están Intentando abrir la boca del infierno.
Por su parte, Xander intenta encontrar ese «algo» especial que le ayude a encajar en el grupo. Decide conducir el coche de su tío Roary y, cuando intenta ayudar a los demás, termina encargado de ir a comprar donuts. Al salir de la tienda, encuentra a una mujer llamada Lysette (Whitney Dylan) admirando su coche. Cuando están juntos en el Bronze aparece Ángel (David Boreanaz), preocupado por encontrar a Buffy y advertirle del peligro.
Giles decide ir al cementerio a contactar con el Espíritu Guía y Buffy acude al bar de Willy (Saverio Guerra) para obtener información. Al parecer, la boca del infierno será abierta antes del amanecer.
Fuera del Bronze, Xander se enfrenta con Jack O'Toole quien le amenaza con un cuchillo, cuando accidentalmente choca su auto contra el del matón. Cuando un policía se acerca y Xander miente para encubrirlo. se gana su respeto y el de sus amigos. Acaba en el coche con ellos y le proponen ir a por otros amigos. En el cementerio, Jack va resucitándolos uno a uno de sus tumbas. Lysette, asustada, se marcha. Xander encuentra a Giles, pero este quiere que se mantenga alejado. Jack y sus amigos deciden iniciar a Xander en su grupo, para lo que es necesario que muera. Así que Xander escapa. Posteriormente se encuentra a Faith, luchando con una de las mujeres demonio. Más tarde, en la habitación del motel, Faith se encuentra excitada luego de la pelea y terminan teniendo relaciones.
Tras este encuentro, Xander descubre el plan de Jack y sus amigos: en el coche encuentra lo necesario para fabricar una bomba. Intenta hablar con Buffy pero ésta se encuentra en la Mansión con Ángel. Confuso ante la situación, encuentra a Jack y sus amigos y descubre que han colocado la bomba en la sala de calderas del instituto. Cuando llega encuentra a Jack, pero este no quiere explotar y la desactiva. El resto del grupo trata de evitar el fin del mundo.
Al día siguiente Buffy, Willow y Giles recuerdan la batalla. Cordelia se burla de Xander. Ninguno de ellos sabe lo que este evitó la noche anterior.

## Reparto

### Personajes principales
- Sarah Michelle Gellar como Buffy Summers.
- Nicholas Brendon como Xander Harris.
- Alyson Hannigan como Willow Rosenberg.
- Charisma Carpenter como Cordelia Chase.
- David Boreanaz como Angelus.
- Seth Green como Oz.
- Anthony Stewart Head como Rupert Giles.

### Apariciones especiales
- Saverio Guerra como Willy el Soplón.
- Channon Roe como Jack O' Toole.
- Michael Cudlitz como Bob.
- Eliza Dushku como Faith Lehane.

### Personajes secundarios
- Darin Heames as Parker.
- Scott Torrence as Dickie.
- Whitney Dylan as Lysette.
- Vaughn Armstrong as Policía.

## Producción

### Guion
The Zeppo es un giro en la acción del formato de la serie, el cual consiste normalmente en una acción «historia-A» y el desarrollo de un personaje «historia-B». Aquí, los sentimientos de Xander de inadaptación están dentro de la «historia-A», mientras que un episodio épico estereotípico de Buffy y los otros salvando al mundo es llevado al fondo, volviéndose la B. La mayoría de los elementos de la historia sobre el apocalipsis son tratados como trasfondo, fuera de cámara, solo en pequeñas escenas, o siendo contadas por los protagonista después.

### Música
- Christophe Beck - «Dead Guys With Bombs»
- Extreme Music Library - «For the glory»
- Sound Stage Music Library - Dodgems»
- Supergrass - «G-song»
- Tricky Woo - «Easy»
- Beastie Boys - «Putting Shame in Your Game»